# الغربان (يريم)

تعديل مصدري - تعديل

الغربان محلة تابعة لقرية حصن الشرف، التابعة لعزلة بني عمر بمديرية يريم إحدى مديريات محافظة إب في الجمهورية اليمنية.، بلغ تعداد سكانها 44 حسب تعداد اليمن لعام 2004.